# Clara Bayarri
Clara Eugenia Bayarri García (Tetuán, Marruecos, 1960) es una jurista española, magistrada de la Sección Tercera de la Sala de lo Penal de la Audiencia Nacional desde 2006.

## Biografía
Licenciada en Filología Hispánica (1982) y Derecho (1983) por la Universidad de Valencia, ingresa en la carrera judicial en 1986. Su primer destino fue en Chiva (Valencia), pasando después al juzgado nº 13 de Valencia. Ya como magistrada pasó al juzgado de Instrucción número 17 de Valencia. Tras seis años en el Juzgado de lo Penal nº 6 de Valencia, se trasladó a la Audiencia Provincial de Barcelona en calidad de magistrada de la Sección Sexta (penal) durante cuatro años. Desde 2006 es magistrada en la Sección Tercera de la Sala Penal de la Audiencia Nacional, en Madrid. 

#### Caso Garzón
Fue una de las jueces que reconoció la competencia de Garzón al instruir el procedimiento por los crímenes del franquismo en noviembre de 2008, y publicó en un artículo en el diario El País el 22 de abril de 2010 en el que decía:

Tengo la firme convicción de que la Audiencia Nacional es la competente para la investigación de los delitos de lesa humanidad y genocidio que la sistemática y masiva eliminación de adversarios políticos que se verificó en nuestro país tras la Guerra Civil, constituye. Soy, sí, una discrepante. No estimo por ello que mis compañeros de tribunal sean unos ignorantes o unos prevaricadores: sencillamente, interpretan la ley de modo diferente al mío. Soy una discrepante, sí, pero no soy por ello una grosera ignorante de la legalidad ni una prevaricadora.

#### Caso Mobutu
En la condena por la Audiencia Nacional del terrorista etarra Félix Alberto López de Lacalle Gauna, Mobutu, a 81 años de prisión por el asesinato de tres guardias civiles en una prueba ciclista en octubre de 1980 en Salvatierra (Álava), formuló un voto particular discrepante pidiendo su libre absolución.

#### Caso Gürtel
El 30 de octubre de 2015, se aceptó la recusación de los magistrados de la Audiencia Nacional Concepción Espejel y Enrique López como miembros del tribunal que debería juzgar el caso Gürtel, por su cercanía al Partido Popular. En el caso de la recusación de Concepción Espejel, Clara Bayarri fue la ponente y votó a favor de la recusación. En el caso de la recusación de Enrique López, Bayarri también votó a favor.

## Publicaciones
- La prueba ilícita y sus efectos (Madrid)
- Delito y falta de lesiones (Valencia).